# Superbike
« SBK » redirige ici. Pour les autres significations, voir SBK (homonymie).

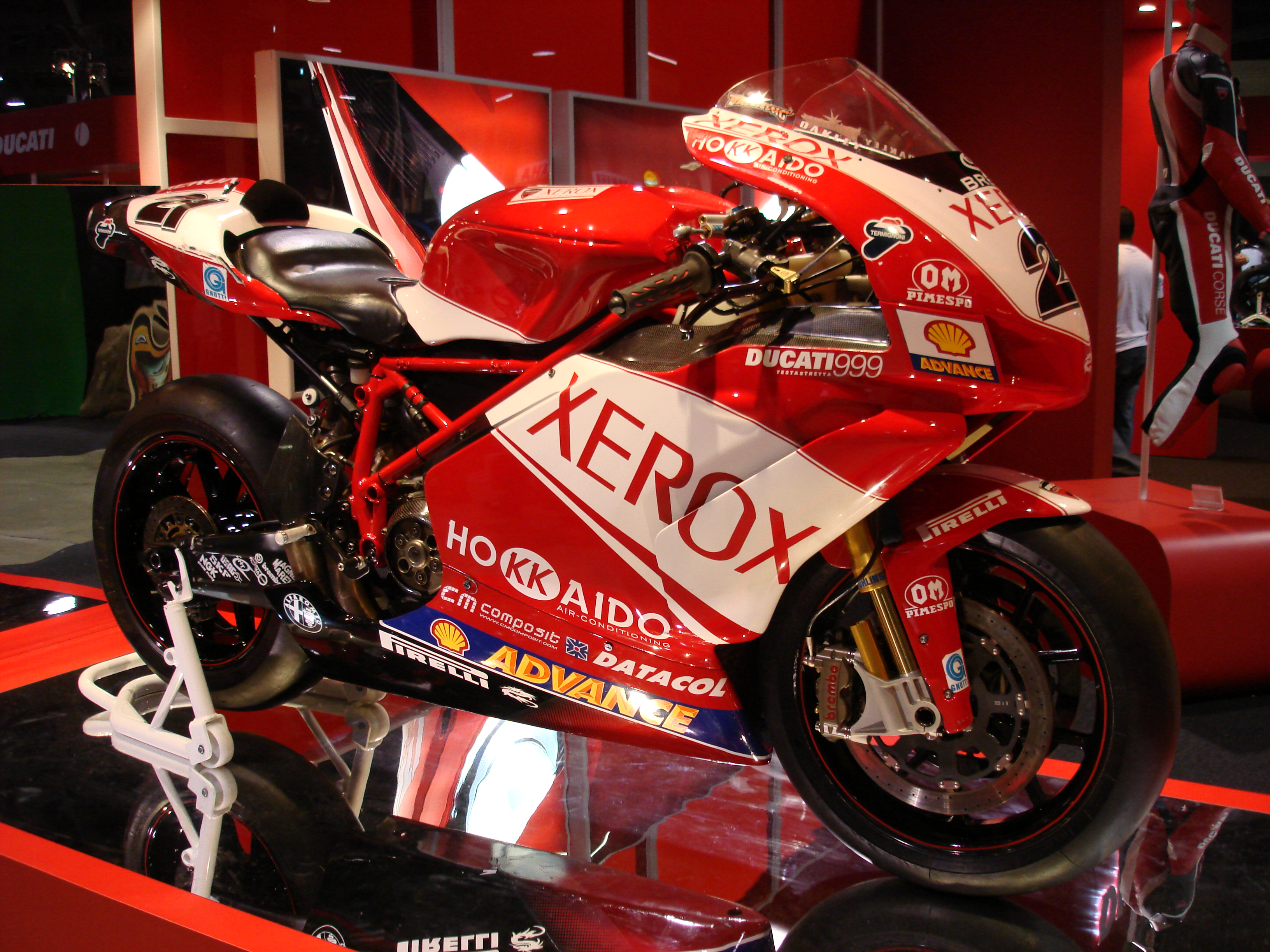
Version compétition...

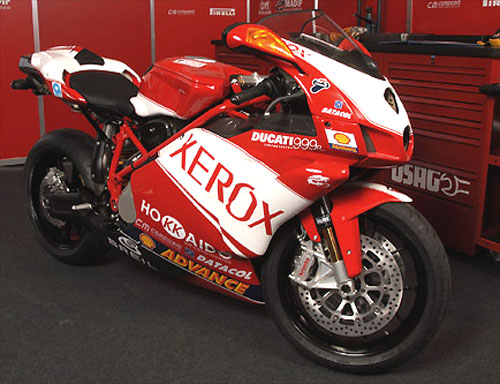
... et version de série de la Ducati 999, avec une décoration racing. Les Superbikes doivent ressembler aux modèles de série.

Superbike (abrégé SBK) désigne une discipline et une catégorie de courses sur circuit de vitesse moto. Il existe des championnats nationaux (FSBK-FE en France, BSB en Grande-Bretagne, AMA Superbike aux U.S.A ...) et un championnat du monde créé en 1988. Celui-ci est géré par la Fédération internationale de motocyclisme (FIM). Beaucoup moins connu que le MotoGP (anciennement « Grand Prix Moto »), il réunit néanmoins de nombreux spectateurs.

## Histoire
La catégorie Superbike a été conçue et promue au début des années 1970 par le pilote américain Steve McLaughlin, représentant des pilotes de l’AMA et expert des motos dérivées de la série, qui a proposé la création d’une nouvelle catégorie de moto, appelée Superbike Production, à utiliser dans les compétitions de soutien aux AMA roadrace nationals. Il a promu son idée auprès de divers organisateurs et promoteurs, jusqu’à ce qu’en 1973, une course de Superbike Production ait lieu pour soutenir la compétition "Laguna Seca AMA National" à Monterey, en Californie. L'idée séduit et, en 1976, obtient une reconnaissance nationale quand Jim France du Daytona International Speedway et Ed Youngblood, dirigeants de l’AMA font de l’AMA Superbike le championnat original de cette catégorie.
Au cours des années suivantes, la catégorie gagne en popularité, à tel point que depuis 1985, la prestigieuse Daytona 200 se lance dans le Superbike, attirant même les meilleurs pilotes européens et convainquant également la FIM de la faisabilité d’un championnat du monde réservé à ces motos qui s’est tenu à partir de 1988,. 

## Réglementation et technique
Techniquement, les motos engagées en Superbike restent très proches des motos de série, contrairement aux MotoGP qui sont des prototypes. Elles peuvent recevoir une foule d’améliorations mais pas de refonte totale. Par exemple les carters doivent avoir la même forme que sur la moto de série.
Le règlement prévoit des limites de poids et de cylindrée différentes selon le nombre de cylindres. Globalement, les machines équipées de moteurs bicylindres pouvaient être plus légères et aller jusqu'à 1 000 cm3 alors que les 4-cylindres étaient limitées à 750 cm3. C'est ainsi que Ducati a historiquement dominé ce championnat (quatorze titres de champion « constructeur » et douze titres de champion « pilote » avec Raymond Roche, Doug Polen, Carl Fogarty, Troy Corser, Troy Bayliss, Neil Hodgson et James Toseland).
En 2003, la FIM modifie le règlement pour limiter la cylindrée à 1 000 cm3 quel que soit le nombre de cylindres. Depuis 2008 et l'arrivée de la Ducati 1098, le règlement permet aux bicylindres  de monter à 1 200 cm3.
En 2014, avec le changement de règlement en vue de réduire les coûts ont été introduits les motos EVO qui seront les seules utilisables en 2015, qui devront utiliser cadres et leviers originaux (seuls des renforts de cadre et de bras oscillant seront autorisés), l’électronique doit être standard, ainsi que la boîte à air.

## Championnat du monde de Superbike
Comme tout championnat du monde, il est composé de plusieurs épreuves se déroulant sur différents circuits de la planète. Les courses se déroulent en deux manches.

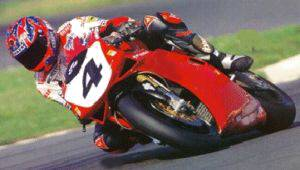
Carl Fogarty et ses quatre titres mondiaux, sur la Ducati 916

Le Superbike a surtout permis à Ducati de remporter des succès significatifs devant les grosses usines japonaises (Honda, Yamaha, Suzuki, Kawasaki), à la fin des années 1980 où l’industrie moto européenne paraissait moribonde.
| Année | Palmarès pilote         | Palmarès pilote | Palmarès constructeur |
| Année | Pilote                  | Moto            | Palmarès constructeur |
| ----- | ----------------------- | --------------- | --------------------- |
| 1988  | Fred Merkel             | Honda           | Honda                 |
| 1989  | Fred Merkel (2)         | Honda           | Honda                 |
| 1990  | Raymond Roche           | Ducati          | Honda                 |
| 1991  | Doug Polen              | Ducati          | Ducati                |
| 1992  | Doug Polen (2)          | Ducati          | Ducati                |
| 1993  | Scott Russel            | Kawasaki        | Ducati                |
| 1994  | Carl Fogarty            | Ducati          | Ducati                |
| 1995  | Carl Fogarty            | Ducati          | Ducati                |
| 1996  | Troy Corser             | Ducati          | Ducati                |
| 1997  | John Kocinski           | Honda           | Honda (4)             |
| 1998  | Carl Fogarty            | Ducati          | Ducati                |
| 1999  | Carl Fogarty (4)        | Ducati          | Ducati                |
| 2000  | Colin Edwards           | Honda           | Ducati                |
| 2001  | Troy Bayliss            | Ducati          | Ducati                |
| 2002  | Colin Edwards (2)       | Honda           | Ducati                |
| 2003  | Neil Hodgson            | Ducati          | Ducati                |
| 2004  | James Toseland          | Ducati          | Ducati                |
| 2005  | Troy Corser (2)         | Suzuki          | Suzuki (1)            |
| 2006  | Troy Bayliss            | Ducati          | Ducati                |
| 2007  | James Toseland (2)      | Honda           | Yamaha                |
| 2008  | Troy Bayliss (3)        | Ducati          | Ducati                |
| 2009  | Ben Spies               | Yamaha          | Ducati                |
| 2010  | Max Biaggi              | Aprilia         | Aprilia               |
| 2011  | Carlos Checa            | Ducati          | Ducati                |
| 2012  | Max Biaggi (2)          | Aprilia         | Aprilia               |
| 2013  | Tom Sykes               | Kawasaki        | Aprilia               |
| 2014  | Sylvain Guintoli        | Aprilia         | Aprilia (4)           |
| 2015  | Jonathan Rea            | Kawasaki        | Kawasaki              |
| 2016  | Jonathan Rea            | Kawasaki        | Kawasaki              |
| 2017  | Jonathan Rea            | Kawasaki        | Kawasaki              |
| 2018  | Jonathan Rea            | Kawasaki        | Kawasaki              |
| 2019  | Jonathan Rea            | Kawasaki        | Kawasaki              |
| 2020  | Jonathan Rea (6)        | Kawasaki        | Kawasaki (6)          |
| 2021  | Toprak Razgatlıoğlu     | Yamaha          | Yamaha (2)            |
| 2022  | Álvaro Bautista         | Ducati          | Ducati                |
| 2023  | Álvaro Bautista (2)     | Ducati          | Ducati                |
| 2024  | Toprak Razgatlıoğlu (2) | BMW             | Ducati (20)           |

## Championnats nationaux de Superbike

### British Superbike Championship
Le British Superbike Championship ou le British Superbike (BSB) est organisé par MCRCB-Events et il est le principal championnat organisé au Royaume-Uni. Les droits télévisuels sont détenus par MotorSport Vision. Les principales écuries présentes sont Ducati, Kawasaki, Suzuki et Yamaha.

### AMA Superbike Championship
L'AMA Superbike est la principale compétition de Superbike organisée aux États-Unis. Il fait partie de l'AMA Pro Racing series et est gérée par l'American Motorcyclist Association (AMA). Créé en 1976, il est aujourd'hui le plus ancien championnat de Superbike. La série autorise plus de changement sur les machines que la plupart des autres championnats de Superbike.

### Championnat de France Superbike
Le Championnat de France Superbike (FSBK-FE), anciennement nommé « Championnat de France Open », est le principal championnat motocycliste de vitesse en France. Il regroupe plusieurs catégories, le Superbike, le Supersport, le Supersport 300 et le Side-car.

### Autres compétitions de Superbike
- All Japan Superbike Championship  (Japon)
- Parts Canada Superbike Championship (Canada)
- Championnat d'Australie Superbike (Australie)
- Championnat de Chine Superbike (Chine)
- Campeonato Español de Velocidad (Espagne)
- CIV Superbike (Italie)
- IDM Superbike (Allemagne)
- CitiBike Motorcycle Championship (Afrique du Sud)
- New Zealand Road Race Championship (Nouvelle-Zélande)
- Dutch Superbike Kampioenschap (Pays-Bas)

### Anciennes compétitions
- Championnat d'Europe de Superbike (Superbike European Championship)
- Championnat d'Autriche de Superbike
- Championnat de Suisse de Superbike